# Alejandro Simionato
Alejandro Omar Simionato (Mercedes, Buenos Aires, Argentina, 5 de agosto de 1972) es un exfutbolista argentino. Jugó como defensa.
Se retiró del fútbol tras ser suspendido de oficio por cinco fechas a raíz de un codazo a Daniel 'Miliki' Jiménez, delantero de Instituto Atlético Central Córdoba.
Actualmente milita en el equipo de Veteranos del Club Deportivo Social Juan A. Pradere , elenco amateur que se desempeña en el Torneo Municipal de Fútbol de Villarino y donde Simionato es uno de los defensores centrales. [cita requerida]
Dicho combinado es oriundo de Juan A. Pradere, un pueblo perteneciente al partido de Patagones.

## Trayectoria
Debutó en San Lorenzo en 1990. En Argentina además jugó por Lanús y Racing Club. También registró pasos por U.D. Las Palmas y Real Oviedo de España y Club Atlético Peñarol de Uruguay.

## Clubes
| Club                  | País      | Año       |
| --------------------- | --------- | --------- |
| San Lorenzo           | Argentina | 1990-1995 |
| Lanús                 | Argentina | 1996-1998 |
| Racing Club           | Argentina | 1998-2000 |
| Real Oviedo           | España    | 2000-2002 |
| U.D. Las Palmas       | España    | 2002-2004 |
| Lanús                 | Argentina | 2004-2006 |
| Club Atlético Peñarol | Uruguay   | 2007      |

- Datos: Q5665490